# Eastern Test Range

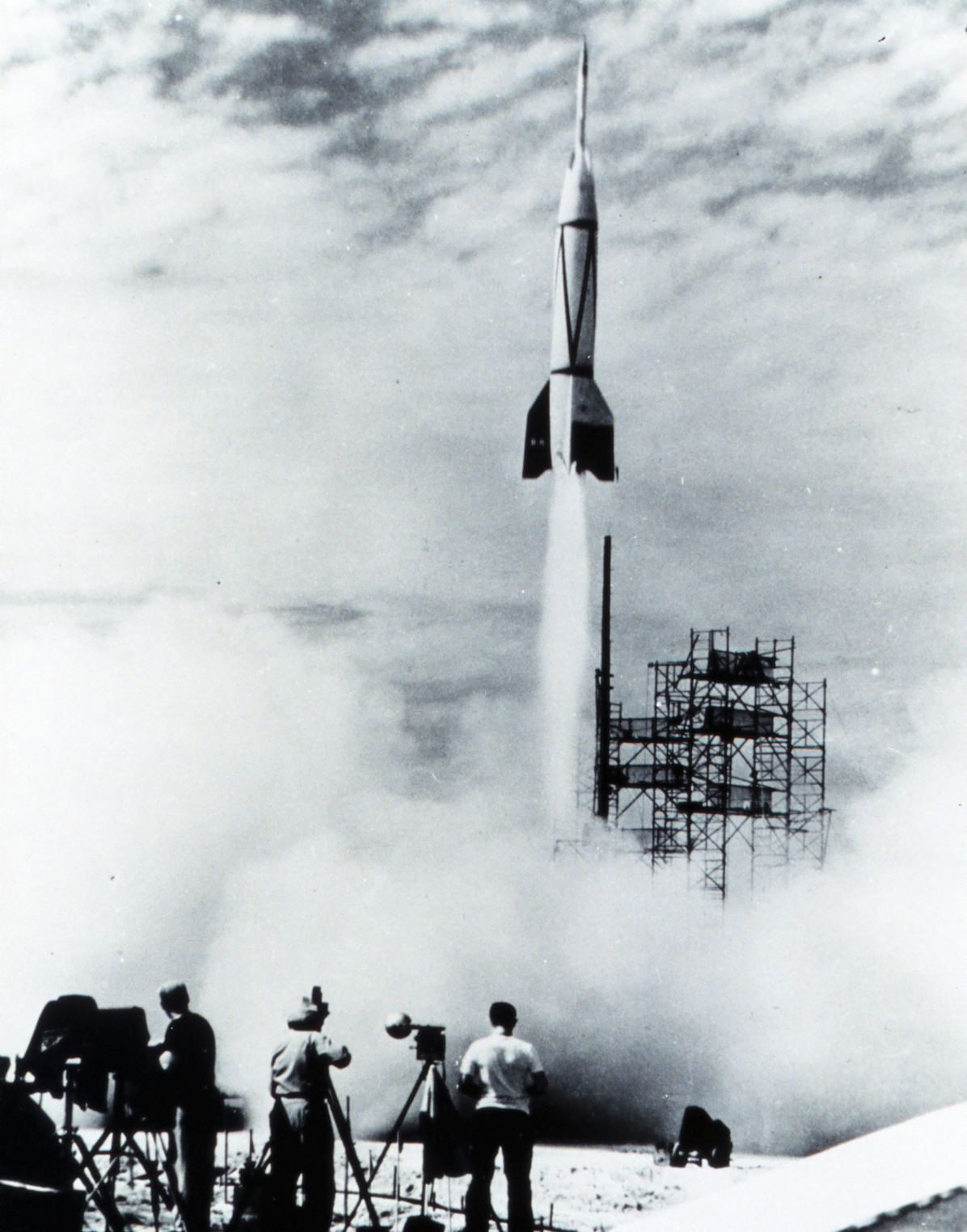
Pokusný start rakety V-2 v oblasti Eastern Test Range

Eastern Test Range, v překladu Východní zkušební střelnice, je největší americká kosmická základna. Nachází se na mysu Canaveral na Floridě, na jihovýchodním pobřeží USA. 

## Stručný popis
Poblíž města Titusville na východním pobřeží Floridy byla postupně vybudována největší americká základna. Její provoz začal v roce 1950 vypuštěním ukořistěné německé rakety V-2.
Základna má dvě části:
- Cape Canaveral Air Force Station, patřící vojenskému letectvu, tvoří jihovýchodní část areálu
- Kennedyho vesmírné středisko (John F. Kennedy Space Center, Kennedy Space Cente, KSC), civilní kosmodrom patřící NASA

Celý tento komplex byl postupně dobudován, rozšířen o další rampy a přes 5 km dlouhou přistávací dráhu pro přistávání raketoplánů. Má výhodnou polohu, protože střelecký sektor míří nad Atlantský oceán. V tomto sektoru jsou ostrovy (Grand Bahama, Eleuthera, San Salvador, Mayaguana, Grand Turk, Antigua, Portoriko, Ascension), na nichž byly vybudovány sledovací stanice.